# レオーネ (駆逐艦)
レオーネ (Leone) はイタリア海軍のレオーネ級駆逐艦。

## 艦歴
1924年就役。
イタリアの第二次世界大戦参戦時、紅海に配備されていた。
他の駆逐艦や水雷艇と共に、1940年9月6日、9月19日、10月20日（BN7船団）、12月3日、1941年2月3日に敵船団攻撃に出撃したが、戦果はあげられなかった。
1941年4月1日、駆逐艦ティグレ、パンテーラと共にマッサワから出撃してポートスエズの攻撃に向かったが、その途中で座礁して処分された。